# Akapa
Akapa (en georgiano: აკაფა; en abjasio: Акаԥа) es una aldea que pertenece a la parcialmente reconocida República de Abjasia, parte del distrito de Sujumi, aunque de iure pertenece al municipio de Sojumi de la República Autónoma de Abjasia de Georgia.

## Toponimia
Anteriormente, el pueblo era conocido como Konstantinovskoe (en georgiano: კონსტანტინოვსკოე).

## Geografía
Akapa se encuentra en la margen derecha del río Kelasuri, a 12 km de Sujumi. La aldea se administra desde el pueblo de Dziguta.  

## Historia
En 1886, se estableció la comunidad Akapa en el distrito de Gumista. En 1930, la aldea de Akapa-Kelasuri fue incluida en el consejo de la aldea de Yekaterinskoe.

## Demografía
La evolución demográfica de Akapa entre 1959 y 1989 fue la siguiente:
| 445                                                 | 340 |
| (Fuente: Population of Abkhazia since Soviet times) |     |

Antes de la guerra de Abjasia, la mayoría de la población local eran georgianos.